# Mpal
Mpal – miasto w Senegalu, w regionie Saint-Louis.